# Унакит
Унаки́т, также юнакит, эпидозит — крупнозернистая метаморфическая горная порода, представляет собой эпидотизированный гранит. Сложена зелёным эпидотом, прозрачным серым кварцем, розовым (калиевым) или иногда белым полевым шпатом. Название унакит получил по месту находки в 1874 году — в горах Унака, в штатах Теннесси и Северная Каролина, США.

## Свойства
Цвет унакита варьирует от розового до зелёного (в зависимости от соотношения составляющих его минералов). Унакит имеет твёрдость 6—7 по шкале Мооса.

## Происхождение
Гранит первоначально кристаллизуется из расплава, который медленно застывает, благодаря чему образуются крупные зёрна, слагающие породу. Унакит образуется при последующем гидротермальном изменении гранита, в результате его эпидотизации. Изумрудно-зелёный эпидот, минерал класса силикатов, в унаките является вторичным и развивается по темноцветным минералам — роговой обманке, слюдам — в виде прожилок между зёрнами неизменённого полевого шпата и кварца. Это происходит в результате воздействия на граниты глубинных вод, богатых кальцием, который вытесняет калий и магний из первичных минералов, в результате чего они и замещаются эпидотом.

## Месторождения
Основные месторождения — на территории Бразилии и Китая, а также в ЮАР. В России — на территории Кольского полуострова.

## Применение
Хороший поделочный камень. Применяется в основном для шлифовки, но иногда используется для создания украшений.